# Gaio Valerio Potito Flacco
Gaio Valerio Potito Flaco (fl. IV secolo a.C.) è stato un politico romano.

## Biografia
Fu eletto console nel 331 a.C. insieme a Marco Claudio Marcello. Durante il loro consolato, molti tra i cittadini più influenti morirono di una malattia che si presentava sempre con gli stessi sintomi. Le morti furono attribuite ad una congiura di donne: centosettanta matrone romane furono condannate per veneficio, dopo che altre si erano suicidate.